# Charles Marcil
Pour les articles homonymes, voir Marcil.
Charles Marcil (1er juillet 1860-29 janvier 1937) fut un journaliste et homme politique fédéral du Québec.

## Biographie
Né à Sainte-Scholastique dans le Canada-Est, il est né d'un père d'origine canadienne-française et d'une mère d'origine irlandaise. Il devint journaliste pour le journal The Gazette de Montréal et dans de nombreux autres journaux. En 1897, il fut candidat du Parti libéral du Québec dans la circonscription de Gaspé, mais fut défaît par le conservateur et ancien premier ministre québécois Edmund James Flynn. Il sera finalement élu sur la scène fédérale comme député du Parti libéral du Canada dans la circonscription de Bonaventure en 1900.
Durant son passage à la Chambre des communes, il travaille ardemment pour permettre la construction de ponts, de phares et à l'établissement de traversiers dans sa communauté. Après les élections de 1908, Wilfrid Laurier le propose comme Président de la Chambre des communes, même si initialement il a dû faire face à l'opposition des Conservateurs ontariens. Il sera finalement unanimement élu à ce poste qu'il conservera jusqu'en 1911. Malgré, sa popularité en tant que Président, il redevint simple député. En 1918, il servit comme conseiller municipal de la ville de Montréal. Enfin, il servit comme secrétaire du caucus du Parti libéral de 1921 à 1931.